# Iracundiam qui vincit, hostem superat maximum
Iracundiam qui vincit, hostem superat maximum, cioè Chi vince l'ira, supera il più grande nemico, è una massima latina, composta da uno dei più famosi autori di mimo, Publilio Siro, I secolo a.C., nelle sue Sententiae (raccolta di circa 700 massime e sentenze morali) tratte dai suoi mimi. Spesso citata in opere e studi sulla lingua latina e in raccolte di proverbi. La locuzione viene usata come spunto da Dante Alighieri nell'VIII canto dell'Inferno (incentrato sugli iracondi) come da note di Gabriele Rossetti, ed è citata da Ovidio, nelle sue "Epistulae ex ponto".
Albertano da Brescia inserisce la frase nel capitolo "Dell'ira che dei schifare nel consiglio" nei suoi Trattati Morali.